# Diamantis Panagiotopoulos
Diamantis Panagiotopoulos (griechisch Διαμαντής Παναγιωτόπουλος; * 6. Juli 1967 in Athen) ist ein griechischer Klassischer Archäologe. Im Jahr 2003 wurde er zum Professor für Klassische Archäologie an der Ruprecht-Karls-Universität Heidelberg berufen.

## Leben und Wirken
Diamantis Panagiotopoulos studierte von 1985 bis 1989 Klassische Archäologie, Ur- und Frühgeschichte, Alte Geschichte und Kunstgeschichte an der Universität Athen. Im Jahr 1989 erhielt er dort das Diplom. An der Ruprecht-Karls-Universität Heidelberg wurde er 1996 mit der von Wolf-Dietrich Niemeier betreuten Arbeit Das Tholosgrab E in der Nekropole von Phourni (Archanes). Studien zu einem nördlichen Außenposten der Mesara-Bestattungskultur promoviert. Von 1998 bis 2001 forschte er als Postdoktorand zur Struktur der mykenischen Wirtschaft; zwischen 2000 und 2003 war er als Lehrbeauftragter in Heidelberg und Salzburg tätig. 2003 erfolgte in Salzburg die Habilitation für Klassische Archäologie mit einer Arbeit zur mykenischen Siegelpraxis.
Seit 2003 lehrt er als Professor am Institut für Klassische Archäologie in Heidelberg, das er von 2008 bis 2010 und von 2012 bis 2020 als geschäftsführender Direktor leitete. Von 2016 bis 2018 war er ebenfalls als geschäftsführender Direktor des Zentrums für Altertumswissenschaften in Heidelberg tätig. Seit 2018 ist Panagiotopoulos Vorstandsmitglied und stellvertretender Direktor des Heidelberg Center for Cultural Heritage.
Von 2012 bis 2019 war Panagiotopoulos Vorstandsmitglied des Heidelberger Exzellenzclusters „Asien und Europa im globalen Kontext“. Er war sowohl an der Scuola Superiore der Universität Catania (2011) als auch am Institute of Advanced Studies der Universität Bristol (2014) als Gastprofessor tätig. 2019 war er Gastwissenschaftler an der University of Cincinnati sowie Gastdozent an der Universität der Ägäis und der Aristoteles-Universität Thessaloniki. Seit 2015 ist Panagiotopoulos sowohl Mitherausgeber des Corpus der minoischen und mykenischen Siegel sowie der Reihe Universitätsforschungen zur Prähistorischen Archäologie. Seit 2016 gibt er auch das Journal of Transcultural Studies mit heraus.
Panagiotopoulos ist Mitglied des wissenschaftlichen Beirats der Virtuellen Fachbibliothek Altertumswissenschaften Propylaeum (seit 2007), korrespondierendes Mitglied des Deutschen Archäologischen Instituts (seit 2009), Mitglied der Archäologischen Gesellschaft zu Athen (seit 2012), Mitglied des Heidelberg Centre for Cultural Heritage (seit 2013) und Mitglied des Heidelberg Centre for Environment (seit 2014).
Panagiotopoulos forscht unter anderem zur ägäischen Bronzezeit und dabei vor allem zu Siegelpraxis, Administration, sozialen Strukturen und der Ikonographie. Weiterhin setzt er sich mit Themen wie der kulturellen Interaktion im östlichen Mittelmeer des 2. Jahrhunderts vor Christus, archäologischer Theoriebildung, historischen Landschaften sowie Strategien zur Bewahrung und Erschließung des kulturellen Erbes auseinander.

## Schriften (Auswahl)
Monographien
- Das Tholosgrab E von Phourni bei Archanes. Studien zu einem frühkretischen Grabfund und seinem kulturellen Kontext (= BAR. International Series. Band 1014). Archaeopress, Oxford 2002, ISBN 1-84171-294-9.
- mit Thomas Guttandin, Hermann Pflug und Gerhard Plath: Inseln der Winde. Die maritime Kultur der bronzezeitlichen Ägäis. Institut für Klassische Archäologie der Universität Heidelberg, Heidelberg 2011, ISBN 978-3-00-035216-4.
- Mykenische Siegelpraxis. Funktion, Kontext und administrative Verwendung mykenischer Tonplomben aus dem griechischen Festland und Kreta (= Athenaia. Band 5). Hirmer, München 2014, ISBN 978-3-7774-2288-6.

Herausgeberschaften
- mit Ute Günkel-Maschek: Minoan Archaelogy. Challenges and Perspectives for the 21st Century (= Aegis. Band 5). Presses Universitaires de Louvain, Louvain-La-Neuve 2015, ISBN 978-2-87558-100-6
- mit Ivonne Kaiser, Ourania Kouka: Ein Minoer im Exil. Festschrift für Wolf-Dietrich Niemeier (= Universitätsforschungen zur prähistorischen Archäologie. Band 270). Habelt, Bonn 2015, ISBN 978-3-7749-3971-4.
- mit Laila Abu-Er-Rub, Christiane Brosius, Sebastian Meurer, Susan Richter: Engaging Transculturality. Concepts, key terms, case studies. Routledge, London u. a. 2019, ISBN 978-1-138-22664-7.